# Parque Nacional Lago de Camécuaro

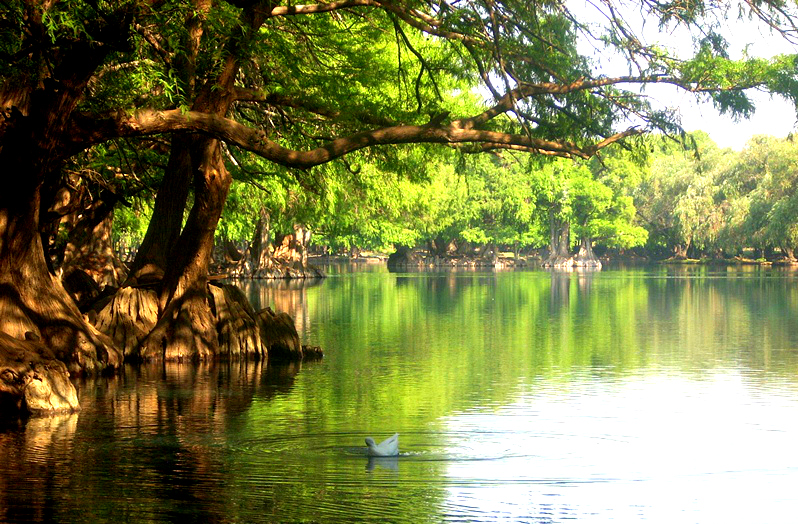
Lago Camécuaro

O Parque Nacional Lago de Camécuaro está localizado a leste da cidade de Zamora de Hidalgo, no município de Tangancícuaro, no estado de Michoacán, México. O parque consiste em 9,65 hectares de área protegida, incluindo o Lago Camécuaro, que é abastecido por uma série de molas naturais. O lago é popular devido à água cristalina e à bela vegetação que o rodeia. Mesmo que o lago seja relativamente pequeno, muitos fotógrafos de todo o México vêm tirar fotografias profissionais que capturam os pontos de vista pitorescos do parque.